# Skischulenbahn
De Skischulenbahn is een stoeltjeslift in het Ahrntal bij Sand in Taufers in Italië. De stoeltjeslift heeft een constante snelheid van 7,2 kilometer per uur, en kan in totaal 1200 personen per uur vervoeren.
De stoeltjeslift is in 1995 gebouwd, en is gelegen aan blauwe (beginners) pisten.
Alm Express · Bernhard Glück · Seenock · Skischulenbahn · Sonnklar · Speikboden